# The Bellingham Herald

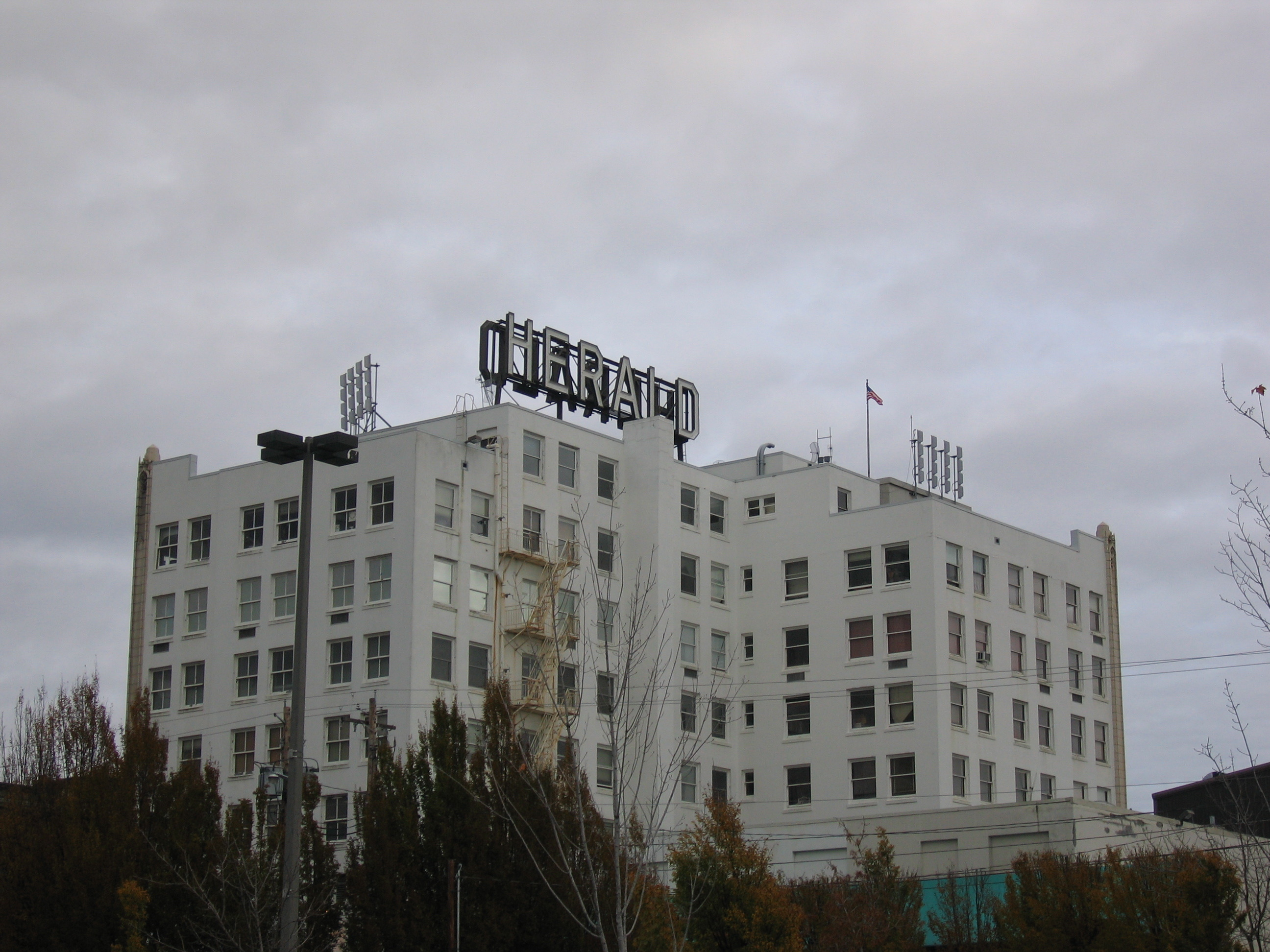
Budova deníku.

The Bellingham Herald je jediný deník vycházející ve městě Bellingham v americkém státě Washington. Jeho vlastníkem je momentálně[kdy?] The McClatchy Company.

## Historie
Deník začal vycházet 10. března 1890 jako Fairhaven Herald, vycházel ale pouze třikrát za týden. Brzy si prošel změnami, jeho vydávání bylo také dočasně pozastaveno a také byl sloučen s konkurenčním týdeníkem. V roce 1900 si jeho vydavatelé pořídili první linotyp na západním pobřeží Spojených států. Když se v roce 1903 spojily obce Sehome, Whatcom a Fairhaven v jedno město, Bellingham, došlo k přejmenování novin na The Bellingham Herald.
Jako vydavatelé a redaktoři zde pracovalo za léta mnoho osob, za zmínku ale stojí především éra pod vlastnictvím Sidneyho Alberta Perkinse, které trvalo mezi rokem 1911 a 50. léty minulého století. V roce 1967 se majitelem deníku staly Federated Publications, které se o čtyři roky později staly částí Gannett Company. V květnu 1997 se deník začal vydávat ranním rozvozem, v roce 2005 se jeho novým majitelem stal Knight Ridder. Už po roce jej ale vystřídala společnost The McClatchy Company. V září 2010 se stal vydavatelem Mark Owings, který před tím pracoval jako finanční ředitel deníku, pro nějž pracoval již dvanáct let.

## The Herald Building
Budova, v níž deník působí, se nachází v centru Bellinghamu, na křižovatce ulic State Street a Chestnut Street. Postavena byla už roku 1926 jako osmipatrová kancelářská budova, nyní deník využívá jen první dvě patra, ve zbytku působí jiní nájemci. Světelný nápis na střeše budovy, hlásající Herald, sloužil po mnohá léta námořníkům jako navigační pomůcka. Nedaleká budova společnosti Morse Hardware měla na střeše nápis podobný, avšak hlásající Morse, což umožnilo námořníkům skvělou orientaci.